# Boca de Jaruco
Boca de Jaruco jest to niewielka osada rybacka położona na Kubie należąca do gminy Santa Cruz del Norte.

## Historia

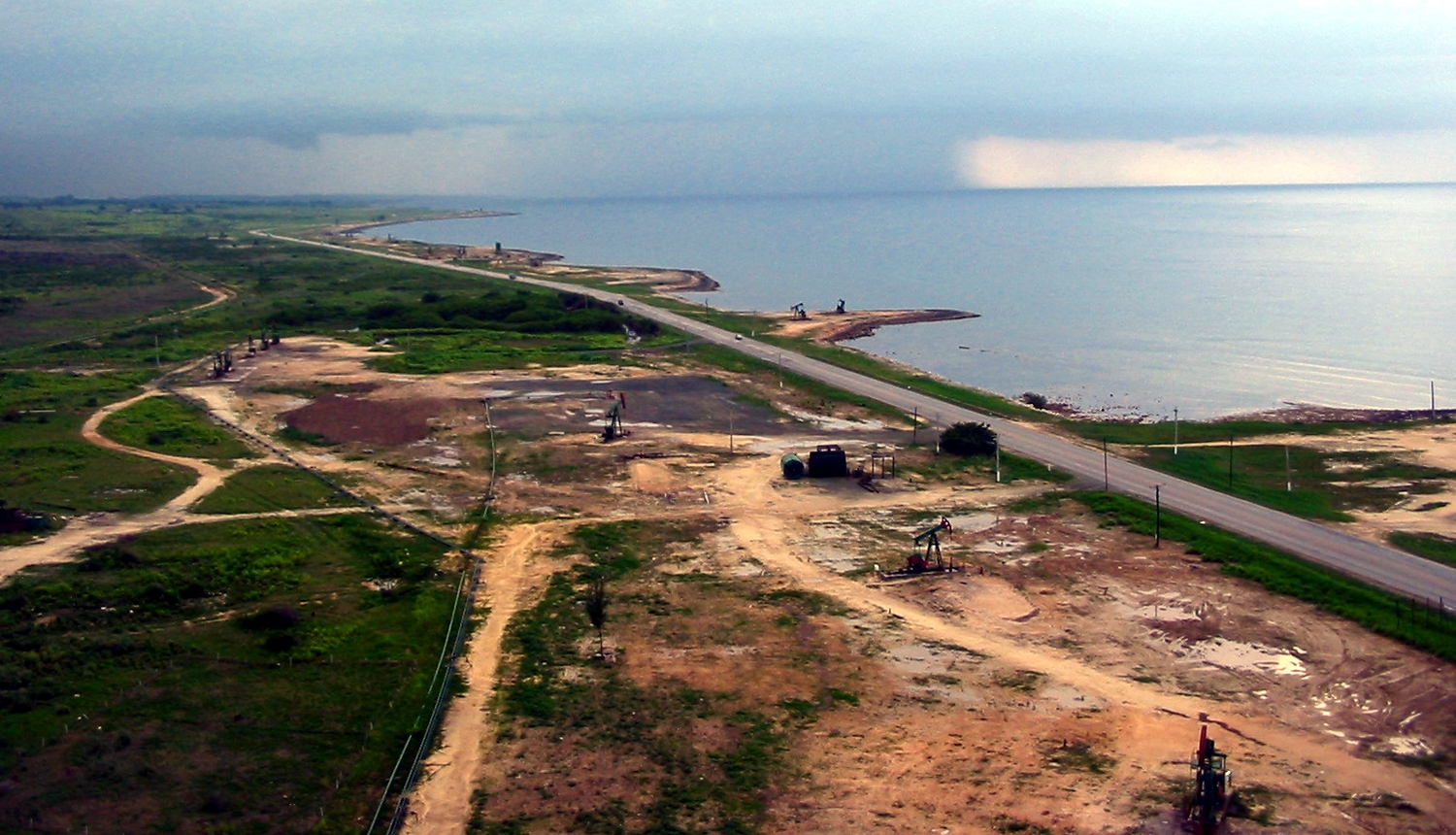
Nieużytkowane już pole naftowe

Osada jest znana z intensywnego wydobycia ropy naftowej w latach 70. oraz 80. XX wieku. Wydobycie ropy było nadzorowane przez radzieckich specjalistów pracujących na rzecz państwowego przedsiębiorstwa naftowego Cupet. Eksploatacja surowca została przerwana pod koniec lat 80. Z drogi Via Blanca, widoczne są liczne pozostałości po okresie wydobywczym, w postaci sporej liczby szybów naftowych oraz innych urządzeń pomocnych przy wydobyciu ropy naftowej.